# Nike Sibande
Nike Sibande (Indianapolis, 6 giugno 1999) è un cestista statunitense.